# Breitenbrunn/Erzgeb.
Breitenbrunn/Erzgeb. is een plaats en gemeente in de Duitse deelstaat Saksen. De gemeente maakt deel uit van het Erzgebirgskreis.
Breitenbrunn/Erzgeb. telt 5.157 inwoners.
In Steinheidel in de gemeente Breitenbrunn heeft de Staahaadler Aff (Aap van Steinheidel) bekendheid, een mandolineorchestrion uit de 19e eeuw.

## Plaatsen in de gemeente Breitenbrunn/Erzgeb.
- Antonsthal met Antonshöhe
- Breitenbrunn met Breitenhof
- Carolathal
- Erlabrunn
- Fällbach
- Halbemeile und Rabenberg
- Rittersgrün
- Steinheidel
- Tellerhäuser

## Geografie
Aangrenzende gemeenten zijn onder meer Schwarzenberg/Erzgeb., Raschau-Markersbach, Oberwiesenthal, Boží Dar, Potůčky, Johanngeorgenstadt en Sosa.

## Bezienswaardigheden
- Besucherbergwerk St. Christoph
- Technisches Museum Silberwäsche in Antonsthal
- Christophoruskirche uit 1559
- Gededenkteken voor Wolfgang Uhle bij de begraafplaats
- Jagdschlossruine
- Bergbauausstellung neben der Post

## Natuur
- Natuurgebied Himmelswiese dicht bij Halbemeile
- Preißhausbuche

Amtsberg · Annaberg-Buchholz · Aue-Bad Schlema · Auerbach · Bärenstein · Bockau · Börnichen/Erzgeb. · Breitenbrunn/Erzgeb. · Burkhardtsdorf · Crottendorf · Deutschneudorf · Drebach · Ehrenfriedersdorf · Eibenstock · Elterlein · Gelenau/Erzgeb. · Geyer · Gornau · Gornsdorf · Großolbersdorf · Großrückerswalde · Grünhain-Beierfeld · Grünhainichen · Heidersdorf · Hohndorf · Jahnsdorf/Erzgeb. · Johanngeorgenstadt · Jöhstadt · Königswalde · Lauter-Bernsbach · Lößnitz · Lugau · Marienberg · Mildenau · Neukirchen/Erzgeb. · Niederdorf · Niederwürschnitz · Oberwiesenthal · Oelsnitz/Erzgeb. · Olbernhau · Pfaffroda · Pockau-Lengefeld · Raschau-Markersbach · Scheibenberg · Schlettau · Schneeberg · Schönheide · Schwarzenberg · Sehmatal · Seiffen/Erzgeb. · Stollberg/Erzgeb. · Stützengrün · Tannenberg · Thalheim · Thermalbad Wiesenbad · Thum · Wolkenstein · Zschopau · Zschorlau · Zwönitz